# Joseph Dalton Hooker
Joseph Dalton Hooker GCSI, OM, FRS (Halesworth, Suffolk, 30 de junho de 1817 — Londres, 10 de dezembro de 1911) foi um botânico, explorador e naturalista inglês.
Foi presidente da Royal Society e director do Jardins Botânicos Reais de Kew. Hooker foi o mais importante botânico britânico do século XIX e um colaborador e amigo próximo de Charles Darwin, com o qual comungava as novas ideias sobre especiação e evolução.

## Biografia
John Dalton Hooker nasceu em Halesworth, Suffolk, a 30 de Junho de 1817, sendo o segundo filho de Maria Dawson Turner e do famoso botânico Sir William Jackson Hooker (1785-1865). Para além do interesse paterno em botânica, a sua mãe era filha do banqueiro Dawson Turner, conhecido por ser um excelente botânico amador, e cunhada de Francis Palgrave.
Fez os seus estudos universitários na Glasgow University, onde seu pai era então professor de botânica, tendo cursado medicina. 
Terminou os seus estudos em 1839, com a idade de 22 anos, e foi escolhido, na capacidade de cirurgião-ajudante do HMS Erebus, para participar na expedição comandada por sir James Clark Ross à Antártida em busca da posição do Pólo Sul Magnético.
Demonstrada a sua proficiência em botânica, no segundo ano da expedição, Hooker foi promovido a botânico oficial da expedição. O resultado na área da botânica dos três anos que Hooker passou nos Mares do Sul apareceram entre 1944 e 1947 nos três volumes da sua monumental Flora Antarctica (1844–1847), a que se seguiu a Flora Novae-Zelandiae (1851–1853) e a Flora Tasmaniae (1853–1859), que ele editou em Londres.
Na sua viagem aos Mares do Sul encontrou fósseis de plantas, tendo de imediato, com o seu amigo Charles Darwin, percebido a importância do estudo dessas rochas para a determinação da evolução das espécies. Permaneceu um entusiasta da paleobotânica durante toda a sua vida, sendo nomeado em 1846, por influência paterna, botânico oficial do Geological Survey of Great Britain.
A sua segunda grande viagem de exploração seria às remotas fronteiras do norte da Índia (1847–1851), para onde partiu, numa viagem de estudo parcialmente suportada pelo governo britânico, em busca de novas plantas. Esta viagem foi sobremaneira aventurosa, tendo Hooker e o seu companheiro de viagem Dr Archibald Campbell passado algum tempo presos às ordens do rajá do Sikkim. Apesar disso, a viagem foi um êxito, tendo recolhido importantes informações sobre a história natural, com destaque para a botânica, e sobre a geografia daquela região.
O relato desta expedição foi publicado sob o título de The Himalayan Journals, com dedicatória a Charles Darwin, pelo departamento do Great Trigonometric Survey de Calcutá.
Após o seu regresso da expedição ao norte da Índia iniciou, em colaboração com Thomas Thompson, a publicação de uma série de volumes, que intitulou Flora Indica, o primeiro dos quais saiu em 1855.
As suas observações e estudos botânicos e a publicação da obra Rhododendrons of Sikkim-Himalaya (1849–1851), estabeleceram a base de um elaborado conjunto de estudos sobre os rododendros do Sikkim e de outras regiões dos Himalaias que foi publicando em paralelo com os seus trabalhos sobre a flora da Índia. Os seus trabalhos foram ilustrados com litografias de Walter Hood Fitch. Na continuação da sua Flora Indica, publicou a sua principal obra, que intitulou Flora of British India, a qual saiu em sete volumes entre 1872 e 1897.
Em 1859 Hooker publicou a obra Introductory Essay to the Flora Tasmaniae, a parte final dos resultados da sua viagem de exploração às terras do Oceano Austral, encerrando a série por ele denominada Botany of the Antarctic Voyage. Foi nesta obra, que apareceu a público apenas um mês após a publicação da obra de Charles Darwin On the Origin of Species, que Hooker anuncia o seu apoio à teoria da evolução por selecção natural, sendo assim o primeiro cientista de nomeada a apoiar publicamente Darwin.
Entre outras viagens de exploração realizadas por Hooker destacam-se as suas expedições à Palestina (1860), Marrocos (1871) e aos Estados Unidos da América (1877). Em todas estas viagens recolheu valiosas informações sobre a flora daquelas regiões, consolidando simultaneamente a sua reputação como botânico de excelência.
Em 1855 foi nomeado director adjunto dos Jardins Botânicos Reais de Kew, e em 1865 sucedeu a seu pai no lugar de director, mantendo-se no lugar nos vinte anos seguintes. Sob a direcção dos Hooker (pai e filho) os Jardins Botânicos Reais de Kew atingiram renome mundial.
Com apenas 30 anos foi eleito membro da Royal Society e em 1873 foi escolhido para seu presidente, cargo que manteve até 1877. Recebeu três das medalhas honoríficas daquela academia: a Medalha Real em 1854, a Medalha Copley em 1887 e a Medalha Darwin em 1892.
Para além dos seus trabalhos sobre a flora do subcontinente indiano, publicou uma obra de carácter didáctico intitulada Students Flora of the British Isles e ainda a sua monumental Genera plantarum (1860–1883), uma obra elaborada com a colaboração de George Bentham com base nas colecções existentes nos herbários dos Jardins Botânicos Reais de Kew.
Em 1904, já com a provecta idade de 87 anos, publicou a obra A sketch of the Vegetation of the Indian Empire. Para além das obras atrás mencionadas, foi ainda autor de algumas centenas artigos científicos e monografias.
Amigo e admirador de Charles Darwin, comungava da sua visão sobre a evolução e foi um dos seus primeiros apoiantes na polémica gerada pela publicação da obra The Origin of Species. Em conjunto com Sir Charles Lyell, apoiou a divulgação da teoria, tendo Darwin reconhecido na sua obra a amplidão de conhecimentos e a solidez de julgamento de Hooker. 
Foi notável o discurso que pronunciou em defesa das teorias de Darwin, quando nas funções de presidente da British Association for the Advancement of Science se dirigiu à reunião plenária daquela instituição realizada em Norwich no ano de 1868. 
Joseph Hooker faleceu em Londres a 10 de Dezembro de 1911, tendo a sua viúva recusado a proposta de o sepultar na Abadia de Westminster, ao lado de Charles Darwin.
Em 1897, logo após a publicação do volume final da sua Flora of British India, foi-lhe concedida a grã-cruz da Order of the Star of India (GCS), da qual já tinha sido feito cavaleiro 20 anos antes. Uma década mais tarde, quando perfez 90 anos em 1907 foi-lhe concedida a Order of Merit, a mais alta condecoração britânica.

## Vida familiar
Em 1851 Hooker casou com Frances Harriet Henslow (1825–1874), uma filha de John Stevens Henslow, tendo desse casamento resultado quatro filhos e três filhas. Os filhos de John Dalton Hooker foram:
- William Henslow Hooker (1853–1942);
- Harriet Anne Hooker (1854–1945), que casou com William Turner Thiselton-Dyer;
- Charles Paget Hooker (1855–1933);
- Marie Elizabeth Hooker (1857–1863), falecida aos 6 anos de idade;
- Brian Harvey Hodgson Hooker (1860–1932);
- Reginald Hawthorn Hooker (1867–1944), um famoso estatístico;
- Grace Ellen Hooker (1868–1873), falecida aos 5 anos de idade.

Frances Harriet Henslow faleceu em 1874, tendo Hooker voltado a casar em 1876 com Hyacinth Jardine (1842–1921), filha de William Samuel Symonds e então viúva de Sir William Jardine. Deste casamento resultaram mais dois filhos:
- Joseph Symonds Hooker (1877–1940);
- Richard Symonds Hooker (1885–1950).

## Publicações (selecionadas)
- 1844–1859: Flora Antarctica: the botany of the Antarctic voyage. 3 vols, 1844 (geral), 1853 (Nova Zelândia), 1859 (Tasmânia). Reeve, Londres.
- 1864–1867: Handbook of the New Zealand flora
- 1849: Niger flora
- 1849–1851: The Rhododendrons of Sikkim–Himalaya
- 1854: Himalayan Journals, or notes of a naturalist, in Bengal, the Sikkim and Nepal Himalayas, Khasia Mountains ...
- 1855: Illustrations of Himalayan plants
- 1855: Flora indica, com Thomas Thomson
- 1858: Handbook of the British Flora: A Description of the Flowering Plants and Ferns Indigenous To, Or Naturalized In, the British Isles : for the Use of Beginners and Amateurs. [S.l.]: L. Reeve. 1858 ("Bentham & Hooker")
- 1859: A century of Indian orchids
- 1859: Introductory Essay to the Flora of Australia
- 1862–1883: Genera plantarum ad exemplaria imprimis in herbariis kewensibus servata definita. Primum, Sistens Dicotyledonum Polypetalarum Ordines LXXXIII: Ranunculareas—Cornaceas. London: Reeve & Co. 1867 com George Bentham
- 1862–1883: Genera plantarum ad exemplaria imprimis in Herbariis kewensibus servata definita Vol. Secundi (em latim). Londres: Reeve & Company. 1876 com George Bentham
- 1870; 1878: The student's flora of the British Isles. Macmillan, Londres.
- 1872–1897: The Flora of British India: Volume V, Chenopodiaceæ to Orchideæ. London: L. Reeve & Co. 1890. ISBN 0-913196-29-0
- A General System of Botany, Descriptive and Analytical in two parts [Traité général de botanique]. trans. Frances Harriet Hooker. Londres: Longmans Green. 1873 [1867] com Emmanuel Le Maout
- 1898–1900: Handbook to the Ceylon flora
- 1904–1906: An epitome to the British Indian species of Impatiens